# Guadalupe Arbona Abascal
Guadalupe Arbona Abascal (Madrid, 1965) es una crítica literaria y profesora de Literatura española.

## Biografía
Arbona es doctora de Literatura española por la Universidad Complutense de Madrid (1994) y actualmente trabaja en esta universidad como profesora de Literatura comparada y Escritura creativa en la Facultad de Ciencias de la Información. También ha estado en las universidades de Harvard, Tampere, "Sede Sapientae" y Nopoki como profesora visitante. 

Su investigación se centra en la Literatura española del siglo XX y XXI y sus relaciones con otras literaturas. 

Es directora de la Colección Literatura de Ediciones Encuentro desde 1990, en la que se han publicado Clásicos de la Literatura Universal (Flannery O´Connor, Chaim Potok, Ivo Andric, O. V. Milosz, T. S. Eliot, etc.)

Es directora de la página de José Jiménez Lozano, escritor con el que trabaja desde 2005. Ha sido presidenta de la Asociación para Investigación y la Docencia Universitas Archivado el 26 de marzo de 2017 en Wayback Machine..

## Obras seleccionadas
- El Papiro de Miray. Jot Down Books, 2022. 189 pp. ISBN 978-84-123601-6-5
- Enredada en azul. Ediciones Encuentro, 2020. 292 pp. ISBN  978-84-1339-039-0
- Puerta principal. Ediciones Encuentro, 2017. 186 pp. ISBN 978-84-9055-188-2
- Las llagas y los colores del mundo. Conversaciones literarias con José Jiménez Lozano . Madrid: Ediciones Encuentro, 2011. 163 pp. ISBN 978-84-9920-109-2
- El acontecimiento como categoría del cuento contemporáneo. Las historias de José Jiménez Lozano. Madrid: Arco Libros, Colección Perspectivas, 2008. 428 pp. ISBN 978-84-7635-741-5
- La perplejidad del héroe. Calas en la literatura del siglo XX. Madrid: Fragua, 2001. 238 pp. ISBN 84-7074-122-5

Es editora de: 
- Correspondencia (1967-1972), de Américo Castro y José Jiménez Lozano. 2020. 242 pp. ISBN: 978-84-9879-840-1. Introducción, edición crítica y notas de Guadalupe Arbona Abascal y Santiago López-Ríos.

- Evocaciones y presencias. Diarios 2018-2020, de José Jiménez Lozano. Almería: Confluencias, 2020. 251 pp. ISBN 978-8412-237719. Edición de Javier Jiménez Vicente y Guadalupe Arbona Abascal
- El azul sobrante, de José Jiménez Lozano. Madrid: Ediciones Encuentro, 2009. 208 pp. ISBN 978-84-7490-999-9

- Letra de mujer. Madrid: Ediciones del Laberinto, 2007. ISBN 978-84-8483-318-5
- La piel de los tomates , de José Jiménez Lozano. Madrid: Ediciones Encuentro, 2007. ISBN 978-84-7490-858-9
- Misterio y maneras , de Flannery O’Connor. Trad. Esther Navío. Madrid: Ediciones Encuentro, 2007. ISBN 978-84-7490-894-7
- Un encuentro tardío con el enemigo , de Flannery O’Connor. Trad. Gretchen Dobrott Madrid: Ediciones Encuentro, 2006. Prólogo-coloquio con José Jiménez Lozano. ISBN 84-7490-782-9
- El negro artificial y otros escritos , de Flannery O’Connor. Trad. Mª José Sánchez Calero. Madrid: Ediciones Encuentro, 2000. ISBN 84-7490-599-0